# Mosińska Kolej Drezynowa
Mosińska Kolej Drezynowa – kolej drezynowa, działająca na linii kolejowej nr 361.

## Charakterystyka
Kolej rozpoczęła swoją działalność na nieczynnej linii z Puszczykówka do Osowej Góry w 2013 z inspiracji obecnej właścicielki taboru, Marii Stachowiak-Krzyżaniak. Środki na uruchomienie przewozów pozyskane zostały z funduszy europejskich. W 2018 tabor kolei stanowiło pięć drezyn, z czego dwie to drezyny ręczne (w tym jedna z 1942), a trzy to rowery szynowe. Łącznie wszystkie jednostki zabrać mogą 34 osoby.
Pojazdy kursują wahadłowo z przystanku Mosina Pożegowo w kierunku Puszczykówka, a następnie wracają i przez Mosinę Pożegowo docierają do Osowej Góry, skąd po raz drugi wracają do Mosiny Pożegowa. Kursy są uskuteczniane w pogodne soboty i niedziele od kwietnia do października. Nad bezpieczeństwem przejazdów czuwa przeszkolony opiekun. 
W ramach wycieczek turystycznych koleją drezynową zwiedzać można przyległe do trasy atrakcje Wielkopolskiego Parku Narodowego, takie jak: obszar ochrony ścisłej Jezioro Kociołek, obszar ochrony ścisłej Jezioro Budzyńskie, Studnia Napoleona, Osowa Góra, wieża widokowa w Pożegowie, głaz Zamoyskiego i głaz Wodziczki. 
Mosińska Kolej Drezynowa została wyróżniona tytułem Rekomendowanej Atrakcji Turystycznej Powiatu Poznańskiego wydawanym przez powiat poznański i Poznańską Lokalną Organizację Turystyczną.